# Potez 60
Il Potez 60 fu un aereo da addestramento monomotore monoplano ad ala alta a parasole sviluppato dall'azienda aeronautica francese Avions Henry Potez nella seconda metà degli anni trenta del XX secolo e prodotto in grande serie.

## Storia del progetto
Basandosi sul successo del Potez 36, e poi del 43, nel 1934 la compagnia Potez progettò un velivolo leggero dal disegno semplice, il Potez 60.
Il nuovo velivolo arrivò in un momento in cui il Ministère de l'air stava cercando di sviluppare l'aviazione popolare in Francia, al fine di addestrare piloti in grado di integrare, se necessario, i ranghi dell'Armée de l'air. Il Ministero ordinò una produzione di 250 aerei, ma solo 155 furono prodotti e distribuiti tra i vari Aero Club della Francia. Essendo il Fronte popolare all'origine dell'ordine, molti Potez 60 consegnati agli Aero Club erano dipinti di rosso.
Il prototipo andò in volo per la prima volta a Méaulte l'8 agosto 1934 nelle mani del pilota collaudatore René Labouchère. Nel mese di dicembre l'apparecchio fu presentato alla S.T.I.Aé a Villacoublay dal pilota Georges Détré, il quale dimostrò la facilità di pilotaggio del velivolo.

## Descrizione tecnica

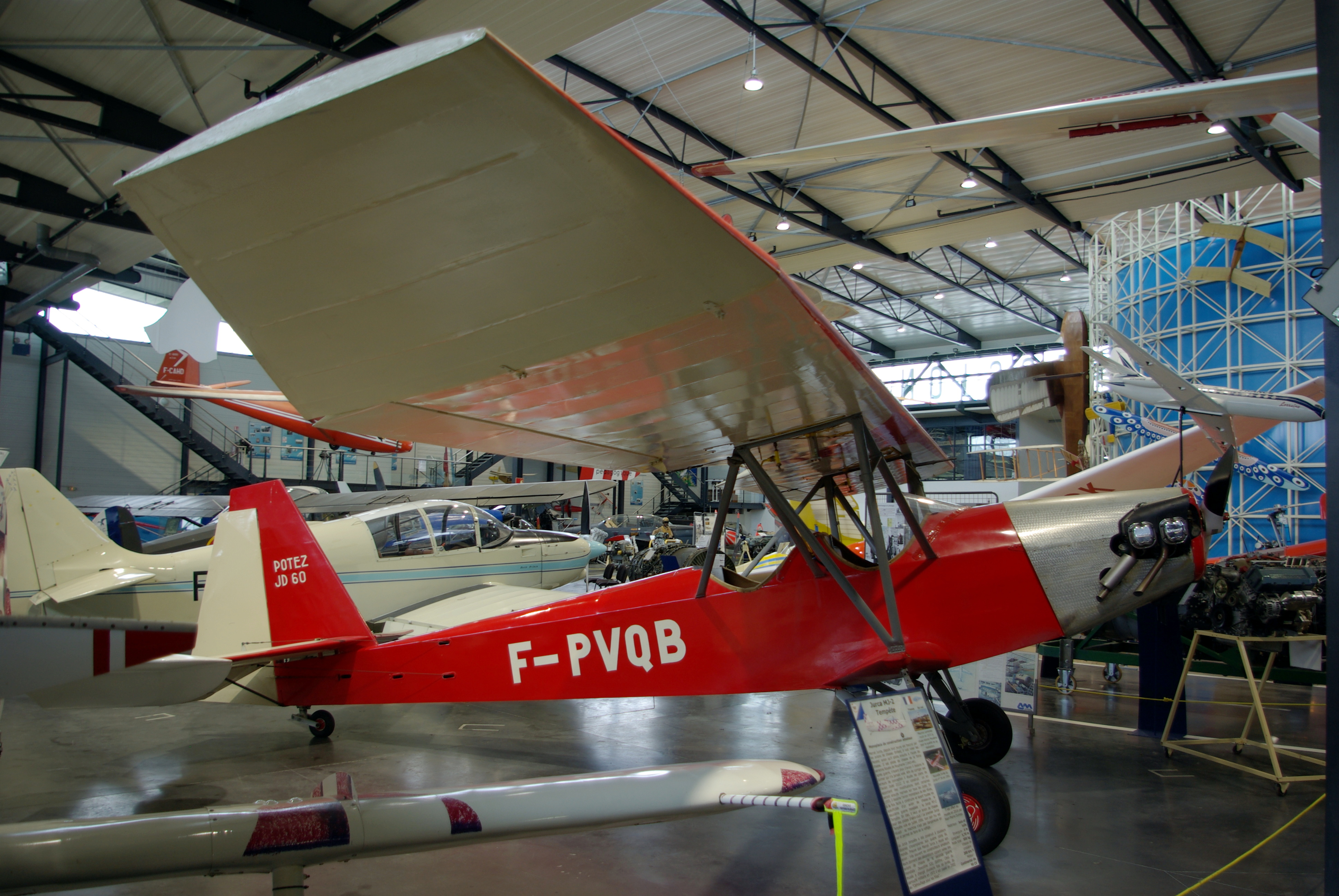
Il Potez 60 esposto al Musée régional de l'air di Angers-Marcé.

Il Potez 60 era un monoplano ad ala alta a parasole, monomotore, biposto. L'aereo era realizzato in legno e rivestito in tela di lino. L'ala di forma rettangolare, con le estremità trapezoidali, era realizzata in tre pannelli attorno a due longheroni in legno, montati su alberi tubolari in acciaio. Alcuni esemplari avevano delle lamelle montate sul bordo di attacco alare. Anche l'impennaggio di coda era realizzato in legno; per la produzione in serie le sue dimensioni e la sua forma furono leggermente modificate rispetto a quello installato sul prototipo. La fusoliera era costituita da due pannelli laterali in compensato, assemblati su un telaio. Delle pinne in legno posizionate basse sulla fusoliera consentivano l'aggancio del carrello di atterraggio dotato di carreggiata abbastanza larga, in modo da ridurre il rischio di errori da parte di piloti inesperti e per facilitare l'accesso al posto di pilotaggio anteriore. Il carrello di atterraggio, triciclo posteriore fisso, era realizzato in tubi di acciaio con ammortizzatori in gomma tipo Potez o Messier o equivalenti. Alcuni velivoli non avevano freni, mentre altri avevano freni azionati da cavi. L'istruttore e l'allievo sedevano in due abitacoli distinti posti in tandem, con quello più arretrato destinato all'allievo. La strumentazione era ridotta al minimo, l'aereo non disponeva di radio o di impianto interfonico, e la comunicazione tra i due membri dell'equipaggio avveniva tramite cartelli o clacson acustico. La velocità di atterraggio era pari a 50 km/h.
Il propulsore era un radiale Potez-Anzani 3B a tre cilindri, raffreddato ad aria, erogante la potenza di 60 CV che aziona un'elica bipala lignea Potez 121. Il motore 3B si dimostrò affidabile, ma necessitava di una continua manutenzione, soprattutto dei bilancieri, il cui sistema di lubrificazione era particolare.
Il Potez 60 costava all'epoca 36.000 franchi con la possibilità per gli Aero Club di acquistarlo per 17.300 tramite un sistema di bonus di acquisto.

## Impiego operativo
Tutta la produzione fu realizzata nelle officine della Société nationale de constructions aéronautiques du Nord (SNCAN) a Méaulte, che riuniva, dopo la nazionalizzazione, gli stabilimenti Amiot, ANF Les Mureaux, CAMS e Potez.
Quando scoppiò la seconda guerra mondiale i Potez 60 furono requisiti, come molti altri velivoli civili, dall'Armée de l'air e inviati alle scuole di volo, ma dopo la proclamazione dell'armistizio del giugno 1940 molti velivoli furono distrutti. In quello stesso mese diversi Potez 60 furono catturati dalle truppe tedesche e successivamente inviati alle scuole di addestramento aeronautico in Germania.
Nel 1945, dopo la totale liberazione della Francia da parte delle truppe Alleate, la produzione riprese per un certo periodo per sopperire alle perdite dovute alla guerra.

## Utilizzatori
Francia
- Armée de l'air

 Germania
- Luftwaffe